# Torsten the Bareback Saint
Torsten the Bareback Saint es la banda sonora del musical del mismo nombre, escrita por Barney Ashton-Bullock, con música de Christopher Frost y cantada íntegramente por Andy Bell, cantante de Erasure.

## Listado de canciones
| N.º | Título                              | Duración |  |
| 1.  | «Freshly»                           |          |  |
| 2.  | «Teacher! Teacher!»                 |          |  |
| 3.  | «Free»                              |          |  |
| 4.  | «Star for Life»                     |          |  |
| 5.  | «Bingo Hall Baby»                   |          |  |
| 6.  | «Fountain of Youth»                 |          |  |
| 7.  | «World Without End»                 |          |  |
| 8.  | «V For....»                         |          |  |
| 9.  | «I Don't Like»                      |          |  |
| 10. | «Mobile»                            |          |  |
| 11. | «The Boy From the Sauna»            |          |  |
| 12. | «Weston-Super-Mare»                 |          |  |
| 13. | «(We Waited For) The Circus»        |          |  |
| 14. | «Good Things»                       |          |  |
| 15. | «People Come, People Go»            |          |  |
| 16. | «Don’t Call Me Up»                  |          |  |
| 17. | «Tell Me The Story of Your Poverty» |          |  |
| 18. | «This Gay Thing Isn’t Working»      |          |  |
| 19. | «Aflame»                            |          |  |
| 20. | «Mr. Average»                       |          |  |
| 21. | «Is It Not Enough?»                 |          |  |
| 22. | «As I Prepare To Take My Life»      |          |  |